# Hans Fredrik Cedergren

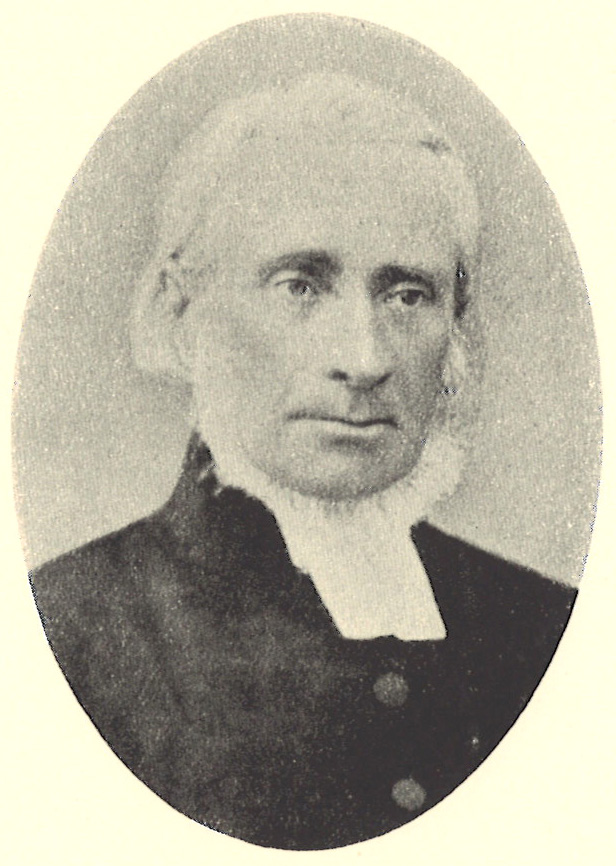
Hans Fredrik Cedergren.

Hans Fredrik Cedergren, född den 22 augusti 1799 i Lösens socken, död den 15 februari 1863 i Lund, var en svensk präst.
Cedergren avlade examen för inträde i teologiska seminariet den 6 oktober 1821 och utexaminerades därifrån de 13 december 1822. Han prästvigdes den 31 december 1823 och blev därefter pastorsadjunkt i Lunds stift. Han blev klockare i Kiaby den 12 mars 1828 och i Ivetofta den 18 december 1833. Cedergren blev kyrkoherde i S:t Peters klosters församling den 18 november 1835 med tillträde 1836, prost över egna församlingar den 14 juni 1843 och kontraktsprost över Torna härad den 7 februari 1849. Han var adjungerad ledamot i Lunds domkapitel 1844—1856. 
Edvard Magnus Rodhe berättar i Svenskt biografiskt lexikon: "I den samling kväden, som Paul Gabriel Ahnfelt med anledning av valet efter biskop Vilhelm Faxe samlade i den anonymt utgivna pamfletten 'Biskopsvalet i lilla Salamanca', finnes också en 'dikt', myntad på C. Det förevitas honom, att han opponerade mot nykterhet, bibelsällskap och mission. Huvudsaken för honom vore systemet i skolastisk form och med benhård klyftighet. Så bedömdes under stridens hetta en av de bästa församlingsprästerna på sin tid i Lunds stift. Ty utan tvivel var C. detta, om han än hade sina fel och naturligtvis sin begränsning."
Rodhe skriver också: "En karl var C. i alla avseenden, en man, som visste vad han ville, samtidigt nog ett stycke autokrat. Hans manliga kynne med ett stänk av humor mitt i allvaret hade svårt att fördraga den nyevangeliska väckelsens myckna religiösa ordande. Med misstänksamhet såg han också på nyare kyrkliga arbetsformer, så beträffande nykterhetssaken och hednamissionen. Konservativ som han var till hela sin läggning ansåg han sig böra varna mot Peter Fjellstedts bibelverk. Mänskliga utläggningar finge icke insmyga sig i själva bibelboken. Det är kanske icke att undra över att de, som icke voro hans meningsfränder, bedömde honom ganska hårt. Så mycket mera uppskattades han av dem, som stodo på hans sida. Intressant och belysande är ett yttrande av Gottfrid Billing i ett brev från medlet av sextiotalet. Samtidigt som han förklarar sig stå mitt emellan schartauanerna och de nyevangeliska, skriver han: 'Gruvligt vad den riktningen med trohet hänger fast vid sina lärare. Har prosten Schartau sagt ett ord, så är det lika visst som Guds ord, och det var nästan lika visst att efterfölja som Kristi exempel, att Cedergren hade handlat på torget med några, som svuro mycket, utan att säga något därom. Det är mig ej fördolt, att det är en viktig sanning, de accentuera, men jag fruktar för att de äro i fara från andra hållet. Det nästan enda muntliga vittnesbördet om Kristus inskränka de till och medgiva åt predikstolen.' Den manliga fastheten hos C. innebär också en svaghet. Han saknade en gagnelig expansionsförmåga på det andliga området. Han var — därom kan icke tvivel råda — mer schartauansk än Henrik Schartau själv."